# Bondoc
Bondoc — метеорит-хондрит масою 888000 грам.